# Castello di Kumamoto
Il castello di Kumamoto (熊本城?, Kumamoto-jō) è un castello giapponese posto sulla sommità di una collina, situato nel quartiere di Chūō-ku della città di Kumamoto, capoluogo dell'omonima prefettura. Era un castello imponente ed estremamente ben fortificato. Il dongione (天守閣?, tenshukaku) è una ricostruzione in cemento risalente al 1960, ma persistono parecchie strutture secondarie in legno appartenenti al castello originale. Il Castello di Kumamoto è considerato uno dei tre principali castelli del Giappone, insieme al castello di Himeji e al castello di Matsumoto. Nel complesso del castello tredici strutture sono state designate come Importanti Beni Culturali.

## Storia

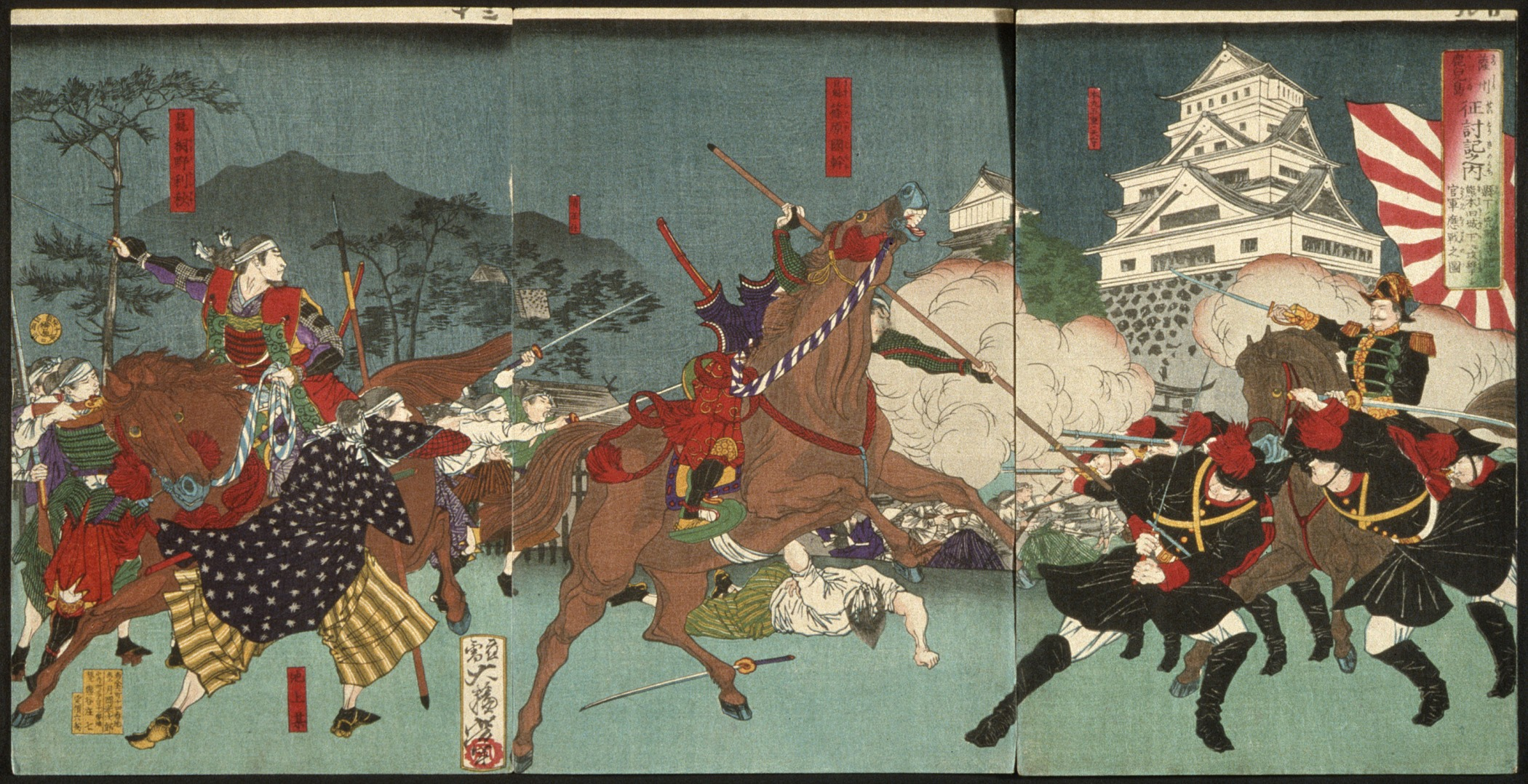
Assedio del castello di Kumamoto in un ritratto di Yoshitoshi

La storia del castello di Kumamoto risale al 1467, quando Ideta Hidenobu stabilì le prime fortificazioni. Nel 1496, queste fortificazioni furono estese da Kanokogi Chikakazu. Nel 1588 Katō Kiyomasa trasferì la sua residenza nel Castello di Kumamoto. Durante la sua residenza, tra il 1601 e il 1607, espanse grandemente il castello trasformandolo in un complesso composto da 49 torri, 18 cancelli principali e 29 cancelli minori.
La più piccola delle torri, costruita in un periodo non identificato dopo la costruzione della fortezza, aveva diversi servizi come un pozzo ed una cucina. Nel 1610, venne completato l'Honmaru Goten Palace. Il complesso del castello misura all'incirca 1.6 km da est ad ovest, e misura 1.2 km da nord a sud. La fortezza del castello è alta 30.3 metri.
Il castello fu assediato nel 1877 durante la ribellione di Satsuma, durante la quale, la fortezza ed altre parti del castello furono date alle fiamme e distrutte. All'assedio resistettero 13 edifici del complesso, i quali sono arrivati intatti fino ad oggi e designati come Importanti Beni Culturali. Nel 1960, la fortezza del castello è stata ricostruita utilizzando il cemento. Dal 1998 al 2008, l'intero complesso è stato sottoposto ad interventi di restauro, durante il quale sono stati ricostruiti la maggior parte degli edifici risalenti al XVII secolo.
Il tipico muro curvo di pietra, conosciuto anche come musha-gaeshi, così come le sporgenze di legno, furono progettate per prevenire le incursioni esterne. Come deterrente, venivano lanciati del massi contro gli assedianti.
Nelle vicinanze del parco di San-no-Maru si trova Hosokawa Gyobu-tei, l'ex residenza del clan Hosowawa, il daimyō della provincia di Higo durante il periodo Edo. Questa tradizionale casa in legno, dispone di un tipico giardino giapponese.
Nel 2006 il castello di Kumamoto è stato inserito nella lista dei 100 migliori castelli giapponesi stilata dalla "Fondazione dei castelli giapponesi". Il 7 dicembre 2007, viene portata a termine una importante ed estesa opera di ristrutturazione del palazzo interno. Il 20 aprile 2008 si tenne una cerimonia pubblica per festeggiare la conclusione dei lavori di ristrutturazione.

### Terremoto del 2016
Il castello è stato danneggiato da un terremoto di magnitudo 6.2 avvenuto alle 21:26 del 14 aprile 2016. Questo evento è sostanzialmente simile al terremoto che ha danneggiato il castello nel 1889. Il muro di pietra ai piedi del forte è crollato, e diversi ornamenti shachihoko sono caduti dal tetto andando irrimediabilmente distrutti. Un secondo terremoto, avvenuto il 15 aprile 2016, di magnitudo 7.3 ha causato ulteriori danni distruggendo completamente il muro precedentemente danneggiato.
Mentre il forte ha resistito al terremoto con piccoli danni strutturali, le due torri del castello sono state profondamente danneggiate e crollate in parte. Oltre agli evidenti danni alle mura esterne, il terremoto ha causato anche il crollo di numerose tegole dal caratteristico soffitto del castello. La caduta delle tegole è tuttavia un meccanismo architettonico predisposto dai costruttori per ridurre automaticamente il peso della struttura in caso di terremoti.